# Ruchama
Ruchama (hebrejsky רֻחָמָה‎, v oficiálním přepisu do angličtiny Ruhama) je vesnice typu kibuc v Izraeli, v Jižním distriktu, v Oblastní radě Ša'ar ha-Negev.

## Geografie
Leží v nadmořské výšce 168 metrů na severním okraji pouště Negev. Na jižním okraji obce začíná vádí Nachal Ruchama. Dál k jihu protéká Nachal Buta. Jihozápadně od kibucu se rozkládá lesní komplex Ja'ar Ruchama a přírodní rezervace Giv'at Ruchama.
Obec se nachází 23 kilometrů od břehu Středozemního moře, cca 64 kilometrů jihojihozápadně od centra Tel Avivu, cca 59 kilometrů jihozápadně od historického jádra Jeruzalému a 10 kilometrů východně od města Sderot. Ruchamu obývají Židé, přičemž osídlení v tomto regionu je etnicky převážně židovské.
Ruchama je na dopravní síť napojena pomocí lokální silnice 334.

## Dějiny
Ruchama byla založena v roce 1944. Předtím ale existovaly tři starší pokusy o židovské osídlení této lokality. Už roku 1911 zde sionisté z Moskvy odkoupili od místních Arabů 5000 dunamů (5 kilometrů čtverečních) a zřídili zde zemědělský statek Ruchama. Pro zemědělské dělníky zde vyrostlo i několik provizorních domů. Podle jiného zdroje došlo k založení této osady až 5. prosince 1912. Ve své době šlo o nejjižnější židovské sídlo na území dnešního Izraele. Farma ale byla opuštěna a zničena během první světové války. Ani další dva pokusy o obnovu osídlení ve 20. letech 20. století nebyly úspěšné.
Koncem 30. let 20. století pak pozemky získal Židovský národní fond. Roku 1944 zde pak díky tomu vznikl nynější kibuc. Jeho zakladateli byli Židé z Rumunska a Polska, napojení na mládežnické sionistické hnutí ha-Šomer ha-Ca'ir. Ti do tehdejší mandátní Palestiny přišli roku 1936 a utvořili kolektiv. Přidali se k nim i někteří židovští imigranti z Bulharska. Provizorně pak sídlili v Kirjat Chajim (dnes součást města Haifa). Na svátky chanuka koncem roku 1943 se několik z nich vydalo do lokality Ruchama a začali zde trvale pobývat. Kibuc zde pak vznikl v březnu 1944. V roce 1946 byla osada terčem britské razie. Mandátní úřady zde pátraly po skladech zbraní. 28. srpna 1947 provedla britská armáda rozsáhlou pětidenní razii v kibucech Dorot a Ruchama. Jejím cílem byly opět židovské sklady zbraní využívané v ozbrojených akcích proti britské správě.
Během války za nezávislost v roce 1948 byl kibuc místem těžkých bojů. Egyptská invazní armáda se tudy pokoušela o průnik. Po dobu bojů byly ženy a děti z kibucu evakuovány. V okolí Ruchamy fungovalo izraelské letiště, polní nemocnice a dílny. Šlo o významný opěrný bod na severu Negevu. Nakonec zdejší oblast zcela ovládla izraelská armáda.
Koncem 40. let měl kibuc rozlohu katastrálního území 8 500 dunamů (8,5 kilometrů čtverečních). Místní ekonomika je orientována na zemědělství (polní plodiny, obiloviny, pěstování citrusů, chov drůbeže) a průmysl (například podnik KR Brush Industries). V roce 1998 se kibuc dostal do složité finanční situace a byl na pokraji bankrotu. Došlo pak k omezení služeb poskytovaných obyvatelům kibucu. Roku 2002 kibuc prošel privatizací a zbavil se většiny prvků kolektivismu ve svém hospodaření. V obci funguje plavecký bazén, knihovna a zdravotní středisko. Dále je tu synagoga, obchod se smíšeným zbožím a sportovní areály.
Obec prochází stavební expanzí. Poblíž stávajícího kibucu vzniká rezidenční čtvrť Achuzat Ma'oz Dani'el (אחוזת מעוז - דניאל), která má sestávat ze soukromých rodinných domů.

## Demografie
Obyvatelstvo kibucu je sekulární. Podle údajů z roku 2014 tvořili naprostou většinu obyvatel v Ruchamě Židé - cca 500 osob (včetně statistické kategorie „ostatní“, která zahrnuje nearabské obyvatele židovského původu ale bez formální příslušnosti k židovskému náboženství, cca 600 osob).
Jde o menší obec vesnického typu s dlouhodobě stagnující populací. K 31. prosinci 2014 zde žilo 576 lidí. Během roku 2014 populace klesla o 1,7 %.
| Rok            | 1948 | 1961 | 1972 | 1983 | 1995 | 2001 | 2003 | 2004 | 2005 | 2006 | 2007 | 2008 | 2009 | 2010 | 2011 | 2012 | 2013 | 2014 |
| -------------- | ---- | ---- | ---- | ---- | ---- | ---- | ---- | ---- | ---- | ---- | ---- | ---- | ---- | ---- | ---- | ---- | ---- | ---- |
| Počet obyvatel | 308  | 497  | 554  | 580  | 488  | 384  | 379  | 389  | 394  | 399  | 401  | 393  | 503  | 515  | 546  | 554  | 586  | 576  |